# Sandha
Sandha – gaun wikas samiti w środkowej części Nepalu w strefie Dźanakpur w dystrykcie Mahottari. Według nepalskiego spisu powszechnego z 2001 roku liczył on 651 gospodarstw domowych i 4335 mieszkańców (2050 kobiet i 2285 mężczyzn).